# HSD3B1
HSD3B1 là gen ở người mã hóa cho 3beta-hydroxysteroid dehydrogenase/delta(5)-delta(4)isomerase type I hoặc hydroxy-delta-5-steroid dehydrogenase, 3 beta- và steroid delta-isomerase 1. Dù protein này có thể thực hiện chức năng tương tự HSD3B2, nhưng nó chủ yếu tập trung vào các mô khác nhau, như mô nhau thai và những mô không sản xuất steroid. Protein này cần thiết cho sự tổng hợp progesterone tại nhau thai, có vai trò quan trọng trong thai kỳ, và có lẽ vì một lý đo nào đó mà người ta chưa tìm ra bất cứ chứng bệnh nào phát sinh từ các đột biến của gen này đến tận bây giờ.

## Ý nghĩa lâm sàng
Alen 1245C có liên quan đến những hậu quả xấu khi mắc ung thư tuyến tiền liệt.